# Wereldkampioenschappen boksen vrouwen 2008
De wereldkampioenschappen boksen 2008 vonden plaats van 22 tot en met 29 november 2008 in Ningbo, China. Het onder auspiciën van AIBA georganiseerde toernooi was de vijfde editie van de Wereldkampioenschappen boksen voor vrouwen. In deze editie streden 218 boksers uit 41 landen om de medailles in dertien gewichtscategorieën.

## Medailles
| Gewichtsklasse               | Goud                | Zilver           | Brons                              |
| ---------------------------- | ------------------- | ---------------- | ---------------------------------- |
| Minimumgewicht (– 46 kg)     | Mary Kom            | Steluța Duță     | Jong Ok Josie Gabuco               |
| Lichtvlieggewicht (– 48 kg)  | Chen Ying           | Sarah Ourahmoune | Jenny Haedingz Alexandra Kuleshova |
| Vlieggewicht (– 50 kg)       | Kim Hyang-ok        | Elena Savelyeva  | Analisa Cruz Chhotu Loura          |
| Lichtbantamgewicht (– 52 kg) | Ren Cancan          | Annie Albania    | Viktoria Rudenko Sarita Devi       |
| Bantamgewicht (– 54 kg)      | Karolina Michalczuk | Nicola Adams     | Zhang Qin Cynthia Moreno           |
| Vedergewicht (– 57 kg)       | Qin Jian            | Usha Nagisetty   | Sofya Ochigava Edina Pezdány       |
| Lichtgewicht (– 60 kg)       | Katie Taylor        | Dong Cheng       | Ayzanat Gadzhieva Cindy Orain      |
| Halfweltergewicht (– 63 kg)  | Gülsüm Tatar        | Liubov Lopatina  | Ma Jianxia Klara Svensson          |
| Weltergewicht (– 66 kg)      | Mary Spencer        | Vanessa Jackson  | Ri Suk-yong Wang Qian              |
| Halfmiddengewicht (– 70 kg)  | Ariane Fortin       | Yang Tingting    | Nurcan Çarkçı Yelena Koltsova      |
| Middengewicht (– 75 kg)      | Li Jinzi            | Anna Laurell     | Amber Konikow Anita Ducza          |
| Halfzwaargewicht (– 80 kg)   | Tang Jieli          | Mioshia Wagoner  | Selma Yağcı Fetti Paraschiva       |
| Zwaargewicht (– 86 kg)       | Şemsi Yaralı        | Adriana Hosu     | Tiffanie Hearn Zhang Lina          |

Bron: AIBA

## Medaillespiegel
| Plaats | Land             | Goud | Zilver | Brons | Totaal |
| 1      | China            | 4    | 2      | 4     | 10     |
| 2      | Turkije          | 2    | 0      | 2     | 4      |
| 3      | Canada           | 2    | 0      | 1     | 3      |
| 4      | India            | 1    | 1      | 2     | 4      |
| 5      | Noord-Korea      | 1    | 0      | 2     | 3      |
| 6      | Frankrijk        | 1    | 0      | 1     | 2      |
| 7      | Polen            | 1    | 0      | 0     | 1      |
| 7      | Ierland          | 1    | 0      | 0     | 1      |
| 9      | Rusland          | 0    | 2      | 3     | 5      |
| 10     | Verenigde Staten | 0    | 2      | 2     | 4      |
| 11     | Roemenië         | 0    | 2      | 1     | 3      |
| 12     | Filipijnen       | 0    | 1      | 2     | 3      |
| 12     | Zweden           | 0    | 1      | 2     | 3      |
| 14     | Engeland         | 0    | 1      | 0     | 1      |
| 15     | Hongarije        | 0    | 0      | 2     | 2      |
| 16     | Kazachstan       | 0    | 0      | 1     | 1      |
| 16     | Oekraïne         | 0    | 0      | 1     | 1      |
| Totaal | Totaal           | 13   | 12     | 26    | 51     |

Bron: AIBA

## Deelnemende landen
Er deden 218 boksers uit 41 landen mee aan het toernooi.
- Argentinië (4)
- Australië (5)
- Brazilië (2)
- Canada (8)
- China (13)
- Chinees Taipei (6)
- Denemarken (3)
- Duitsland (3)
- Egypte (5)
- Engeland (4)
- Filipijnen (6)
- Frankrijk (6)
- Griekenland (1)
- Hongkong (1)
- Honduras (7)
- India (7)
- Indonesië (3)
- Ierland (1)
- Japan (7)
- Kazachstan (11)
- Kroatië (1)
- Letland (1)
- Mongolië (6)
- Nederland (1)
- Noord-Korea (10)
- Noorwegen (2)
- Oekraïne (13)
- Papoea-Nieuw-Guinea (2)
- Polen (7)
- Portugal (1)
- Roemenië (10)
- Rusland (13)
- Sri Lanka (2)
- Zweden (7)
- Zwitserland (1)
- Tsjechië (1)
- Trinidad en Tobago (3)
- Turkije (11)
- Verenigde Staten (12)
- Vietnam (8)
- Zuid-Korea (3)